# Arrondissement des Coteaux
Arrondissement des Coteaux (franska: Coteaux) är ett arrondissement i Haiti.   Det ligger i departementet Sud, i den västra delen av landet, 180 km väster om huvudstaden Port-au-Prince. Antalet invånare är 53 306. Arean är 181 kvadratkilometer.
Terrängen i Arrondissement des Coteaux är kuperad åt sydväst, men åt nordost är den bergig.